# Antoni Hałko

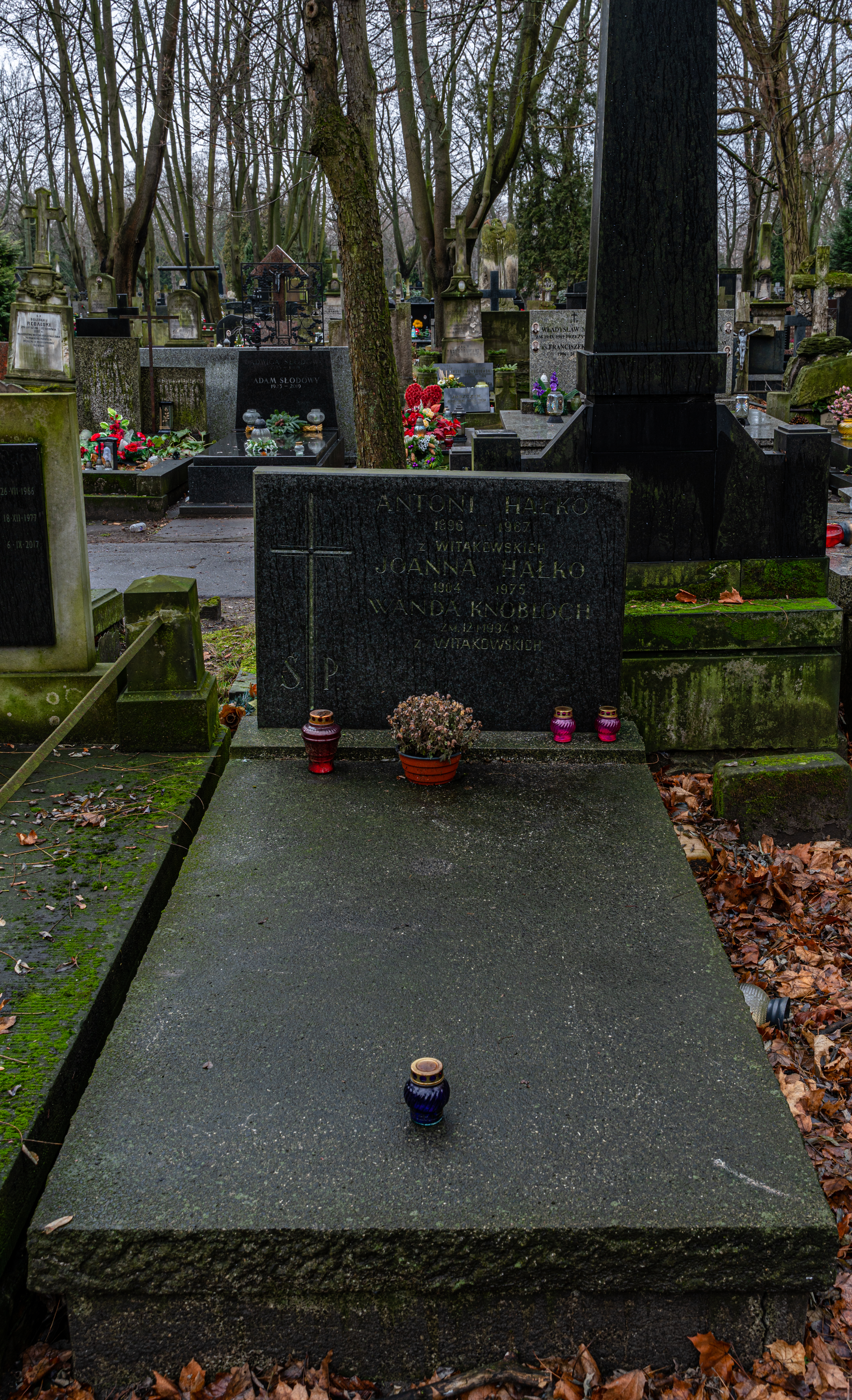
Grób Antoniego Hałki na cmentarzu Powązkowskim

Antoni Henryk Hałko (ur. 15 lipca 1896 we Władysławowie, zm. 15 sierpnia 1967 w Warszawie) – polski polityk ruchu ludowego, publicysta, poseł na Sejm Litwy Środkowej oraz na Sejm I kadencji w II RP.

## Życiorys
Pochodził z rodziny chłopskiej. Uczęszczał i ukończył gimnazjum w Mariampolu, uzyskując maturę w 1914. Przez 4 lata studiował prawo na Uniwersytet Stefana Batorego w Wilnie. Członek Polskiej Organizacji Wojskowej, uczestniczył w wojnie polsko-bolszewickiej. Od 1919 w PZL „Odrodzenie” (członek zarządu głównego w Wilnie), a także w PSL „Wyzwolenie”, (sekretarz generalny tego ugrupowania na Ziemi Wileńskiej i Nowogródzkiej). Był także kierownikiem wydziału organizacyjnego partii oraz sekretarzem PSL „Wyzwolenie” (w latach 1922–1927).
W 1922 roku został posłem na Sejm Litwy Środkowej. Zasiadał w klubie Odrodzenie-Wyzwolenie. W 1922 został posłem na Sejm II RP z okręgu nr 64. W 1927 przeszedł do Stronnictwa Chłopskiego. W partii tej był jednym z rozłamowców prosanacyjnych, który miał miejsce w SCh w 1930. Hałko objął funkcję sekretarza Centralnego Komitetu Wykonawczego rozłamowego Stronnictwa. Wkrótce potem został jednak oskarżony o sprzeniewierzenia finansowe i wykluczony z ugrupowania.
Był także publicystą – od 1922 w kolegium redakcyjnym „Wyzwolenia Ludu” i „Wyzwolenia”, a od 1927 w „Gazecie Chłopskiej”.
Podczas II wojny światowej działał w konspiracji. Został za to aresztowany przez Niemców, którzy uwięzili go na Pawiaku.
Po 1945 był członkiem Stronnictwa Ludowego i Zjednoczonego Stronnictwa Ludowego. Działał także w organizacjach samorządowych i gospodarczych. Był m.in. członkiem ZBoWiD.
Pochowany na cmentarzu Powązkowskim w Warszawie (kwatera 75-5-24).

## Ordery i odznaczenia
- Krzyż Srebrny Virtuti Militari,
- Krzyż Kawalerski Orderu Odrodzenia Polski (1966),
- Krzyż Walecznych
- Medalem Niepodległości (1937).